# Avidemux
Avidemux és un programa lliure d'edició de vídeo lineal alhora que un convertidor de vídeo entre formats diferents. És multiplataforma, treballa en els sistemes operatius GNU/Linux, MacOS, Windows, FreeBSD i NetBSD similar al VirtualDub de Windows.
El programa està escrit en C++ i fa servir la interfície gràfica GTK+ que és independent de la plataforma, només és necessari compilar-lo en C/C++.
Avidemux permet modificar, tallar, acoblar i aplicar filtres a vídeos codificats anteriorment. El programa, a més de l'habitual format AVI, suporta també QuickTime, MPEG i Ogg.